# Paolo Rocco Gualtieri
Paolo Rocco Gualtieri (* 1. února 1961, Supersano) je italský římskokatolický duchovní, arcibiskup a diplomat.

## Život
Narodil se 1. února 1961 v Supersanu.
Vstoupil do kněžského semináře. Po teologickém studiu byl 24. září 1988 vysvěcen na kněze a inkardinován do diecéze Ugento-Santa Maria di Leuca. Poté odešel do Říma, kde se věnoval studiu kanonického práva a diplomacie na Papežské církevní akademii. Dne 1. července 1996 vstoupil do diplomatických služeb Svatého stolce.
Působil na apoštolských nunciaturách v Papuy Nové Guiney a Dominikánské republice. Následně sloužil ve Státním sekretariátu v sekci pro vztahy se státy. Dne 13. dubna 2015 jej papež František jmenoval apoštolským nunciem na Madagaskaru a titulárním arcibiskupem ze Sagone. Biskupské svěcení přijal 30. května z rukou kardinála Pietra Parolina a spolusvětiteli byli arcibiskup Paul Richard Gallagher a biskup Vito Angiuli.
Dne 26. září 2015 mu byla přidána nunciatura na Seychelách a 24. října 2015 na Mauriciu. Dne 13. listopadu 2015 byl také jmenován apoštolským delegátem na Komorech.
Dne 6. srpna 2022 se stal nunciem v Peru.